# Differentieller Mobilitätsanalysator
Der differentielle Mobilitätsanalysator (DMA, engl.: Differential Mobility Analyser) wirkt wie ein größenselektierender Elektrofilter, der – abhängig von seinen geometrischen Abmessungen und der (veränderbaren) angelegten elektrischen Spannung – aus einem Aerosolstrom nur Partikel einer bestimmten elektrischen Mobilität durchlässt. Ein DMA ist in der Regel zylindrisch aufgebaut und benötigt zum Betrieb zusätzlich zum Aerosoleinlass und -auslass einen Hilfs-Gasstrom und besitzt dementsprechend zusätzliche Anschlüsse.
Zusammen mit einem elektrischen Auflader (in der Regel ein Neutralisator oder ein bipolarer Diffusionsauflader) wird der DMA zu einem Online-Klassierer für Aerosole nach der elektrischen Mobilität. Wird zusätzlich ein Gerät zur Bestimmung der Partikelkonzentration nachgeschaltet (z. B.: Kondensationspartikelzähler, Elektrometer, FCE), so entsteht ein Differential Mobility Analysing System (DMAS), je nach Betriebsweise als Differential Mobility Particle Sizer (DMPS) oder als Scanning Mobility Particle Sizer (SMPS). In der zukünftigen CEN-Richtlinie für atmosphärische Messungen werden diese Systeme allgemein als  Mobility Particle Size Spectrometer (MPSS) bezeichnet. Dies gilt für auch für Richtlinien des WMO-GAW-Netzwerkes (World Meteorological Organization - Global Atmosphere ) sowie der europäischen Forschungsinfrastruktur ACTRIS ( Aerosols, Clouds, and Trace gases Research InfraStructure ).

## Funktionsweise
Der DMA besteht aus einem Kondensator, der in der Regel zylindrisch ausgeführt wird, um Randeffekte des elektrischen Feldes zu vermeiden. An seiner Außenwand werden elektrisch geladene Partikel eingeleitet und innerhalb einer laminaren Strömung mitgeführt. Partikelfreie Luft (Hüllluftvolumenstrom oder Sheath-Volumenstrom) wird entlang der Innenelektrode geführt, welche die Partikel von der inneren Zylinderelektrode trennt. Wird nun eine elektrische Spannung an die Zylinderelektroden gelegt, so driften die geladenen Partikel je nach ihrer elektrischen Polarität zur Innen- oder Außenelektrode. Nur die Partikel, die einen schmalen Ringspalt an der Innenelektrode erreichen, können dem DMA entnommen und einem Partikelzähler zugeführt werden. Die entnommene Fraktion der Partikel besitzt eine bestimmte elektrische Mobilität {\displaystyle Zp}, die mit der angelegten Spannung korreliert nach:
{\displaystyle U={\frac {Q\cdot \ln \left({\frac {R_{\mathrm {a} }}{R_{\mathrm {i} }}}\right)}{2\cdot \pi \cdot L\cdot Zp}}}
Hierbei ist {\displaystyle Q} der Gasvolumenstrom, der durch den Kondensator geleitet wird, {\displaystyle R_{\mathrm {a} }} der Radius der Außenelektrode, {\displaystyle R_{\mathrm {i} }} der Radius der Innenelektrode und {\displaystyle L} die Elektrodenlänge zwischen Aerosoleinlass und -auslass. Die elektrische Mobilität ist über das Stokessche Gesetz eine Funktion des Partikelradius {\displaystyle D_{p}}
{\displaystyle Zp=n\ e\ C_{c}\ /\ 3\ \pi \ \eta \ D_{p}}
mit der elektrischen Ladungszahl pro Partikel {\displaystyle n}, Elementarladung {\displaystyle e}, Cunningham Schlupf-Korrekturfaktor {\displaystyle C_{c}}, dynamischer Viskosität {\displaystyle \eta } von Luft (siehe auch ISO 15900)

## DMPS, SMPS bzw. MPSS
Durch das Scannen, d. h. durch die kontinuierliche Spannungserhöhung, wird aus dem Klassierer ein Messgerät und man erhält eine elektrische Mobilitätsverteilung des geladenen Aerosols. Ist die Ladungsverteilung auf den Partikeln bekannt, so kann man durch Rückrechnung mit Hilfe eines Inversionsalgorithmus auf die Mobilitätsverteilung und damit indirekt auf die Größenverteilung der Partikel schließen.
In der Regel ist die Ladungsverteilung des zu analysierenden Aerosols unbekannt und die Partikel müssen zuvor definiert aufgeladen werden, um die Rückrechnung auf die Partikelgröße anwenden zu können. Hierzu wird häufig ein Neutralisator (bipolarer Diffusionsauflader) eingesetzt, der das Aerosol in ein Ladungsgleichgewicht versetzt. Typischerweise wird das Aerosol an einer schwach-radioaktiven Quelle (z. B. das Krypton-85-Isotop, 85Kr als Betastrahler) oder
auch anderen Nukliden (z. B. Po210, Ni63 oder Am241) vorbeigeführt. Die Strahlung bewirkt in erster Linie eine Ionisation des Umgebungsgases, d. h., es entstehen sowohl negative als auch positive Ladungsträger, die sich durch Diffusion an die Partikel anlagern. Das Resultat ist eine definierte  bipolare Ladungsverteilung (Boltzmann-Ladungsverteilung bzw. die Fuchs-Ladungsverteilung), die sich aus positiven, negativen und elektrisch neutralen Partikeln zusammensetzt und in erster Näherung unabhängig vom Partikelmaterial ist. Der Begriff Neutralisator ist somit zunächst irreführend, da die Partikel nicht entladen werden, sondern sich ein nach außen betrachtet neutrales bipolares Ladungsgleichgewicht einstellt. Der Nachteil hierbei ist, dass ein Großteil der Partikel (ungeladen oder falsche Polarität) nicht für die Analyse herangezogen werden kann. Weiterhin ist die bipolare Ladungsverteilung zu mehr negativ geladenen Partikeln verschoben. Dies ist einer höheren mittleren elektrischen Mobilität der negativen Luftionen bedingt. International wird nur noch die bipolare Ladungsverteilung nach Alfred Wiedensohler [1] benutzt, die auch in der ISO-Norm 15900 beschrieben ist.
Bei anderen Verfahren zur definierten Aufladung von Aerosol-Partikeln wird eine Korona (lokal begrenzte Teilentladung des Umgebungsgases) dazu genutzt, die emittierten Ladungsträger über Feld- und Diffusionsaufladung an die Partikel anzulagern. Da hier nur Ladungsträger einer bestimmten Polarität verwendet werden, ist das Resultat eine unipolare Ladungsverteilung. Der Vorteil der unipolaren Aufladung von Aerosolpartikeln ist, dass nahezu alle Partikel für die Analyse herangezogen werden können, so dass auch Elektrometer zur Bestimmung der Konzentration genutzt werden können (Ultrafine Particle Monitor). Nachteile der unipolaren Diffusionsauflader ist, dass die Ladungsverteilung sehr breit wird (viele Ladungszustände) und ein Teil der Partikel bereits in der Aufladezone abgeschieden wird.

## Kalibrierung, Wartung und Betrieb
Ein DMPS, SMPS bzw. ein MPSS sollte regelmäßig kalibriert werden. Dazu gehört die größenaufgelöste Kalibrierung des Kondensationspartikelzählers, die Partikelgrößen-Kalibrierung mit PSL-Partikeln (Polystyrene Latex) und der Vergleich der Partikelgrößenverteilung gegenüber einem Referenzsystem. [2].
Empfehlungen für den Betrieb atmosphärischer Messungen werden in [3] ausführlich beschrieben.